# Rita Bellens
Rita Bellens, née le 29 septembre 1962 à Anvers, est une femme politique belge et membre de la Nouvelle Alliance flamande. 
Elle est membre de la Chambre des représentants de 2014 à 2019, échevin de Duffel de 2015 à 2019, et présidente du conseil municipal depuis janvier 2019.